# Patrick Jørgensen
Patrick Jørgensen (n. 31 mai 1991, Copenhaga) este un scrimer danez specializat pe spadă, laureat cu bronz individual la Campionatul Mondial de Scrimă din 2015.
Aflat pe locul 102 mondial înainte competiției, Jørgensen a produs surpriza, învingând în special pe vicecampionii olimpici Gábor Boczkó și Bartosz Piasecki. A ajuns în semifinală, unde a pierdut cu francezul Gauthier Grumier, liderul clasamentului mondial. A rămas cu o medalie de bronz, prima realizare semnificativă din cariera sa, și prima medalie daneză la un Campionat Mondial de Scrimă la masculin din anul 1950 cu Mogens Lüchow.

## Legături externe
- Prezentare Arhivat în 6 noiembrie 2014, la Wayback Machine. la Confederația Europeană de Scrimă